# Schachtelhalme

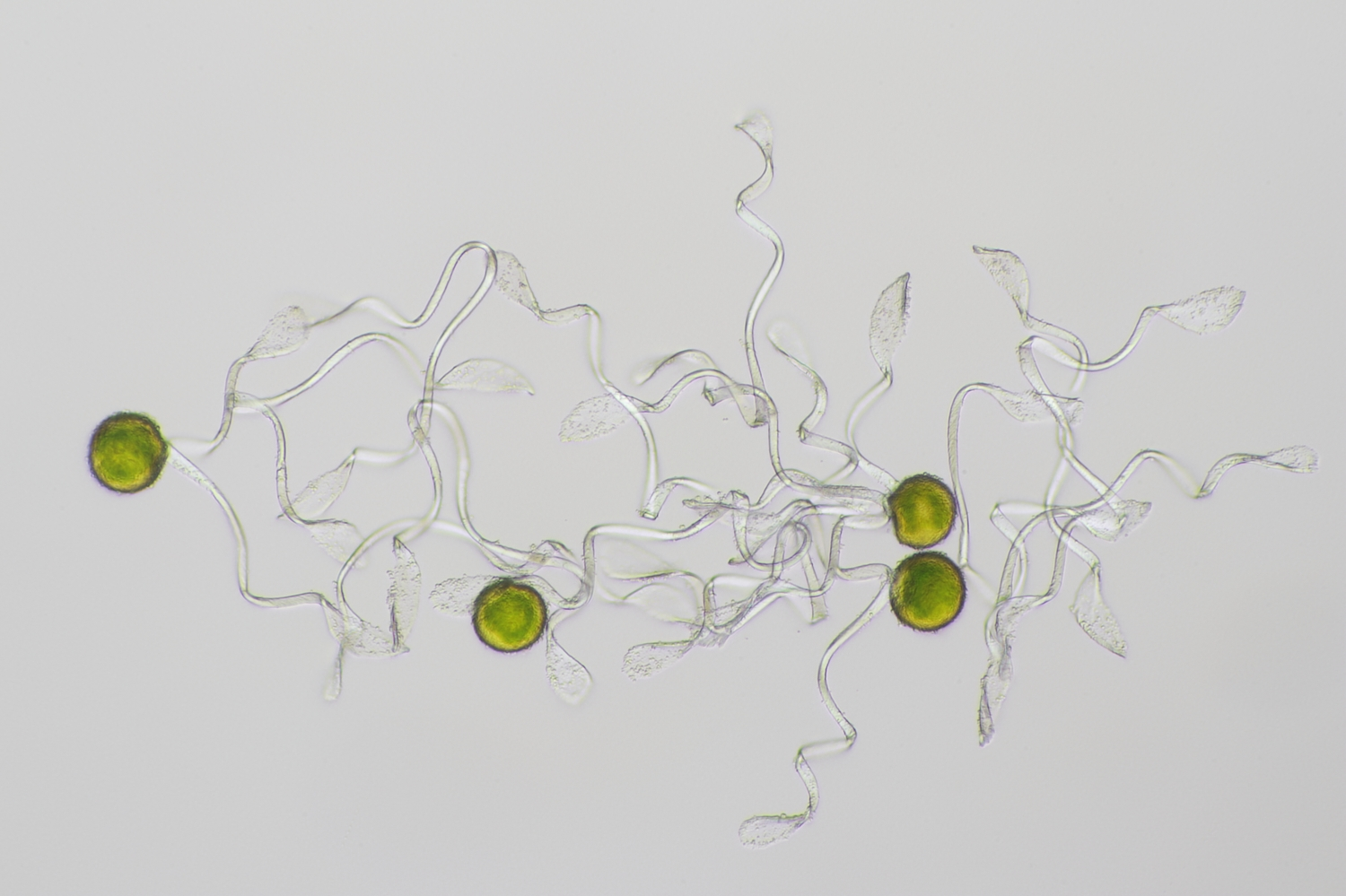
Equisetum arvense, Sporen mit entfalteten Bändern (Hapteren)

Die Schachtelhalme (Equisetum) sind die einzige rezente Gattung in der Klasse der Equisetopsida innerhalb der Farne.
Schachtelhalm-Arten wachsen oft auf feuchten Böden oder im Wasser. Der Acker-Schachtelhalm gilt als Ackerunkraut, ist aber auch eine bedeutsame Heilpflanze.

## Beschreibung

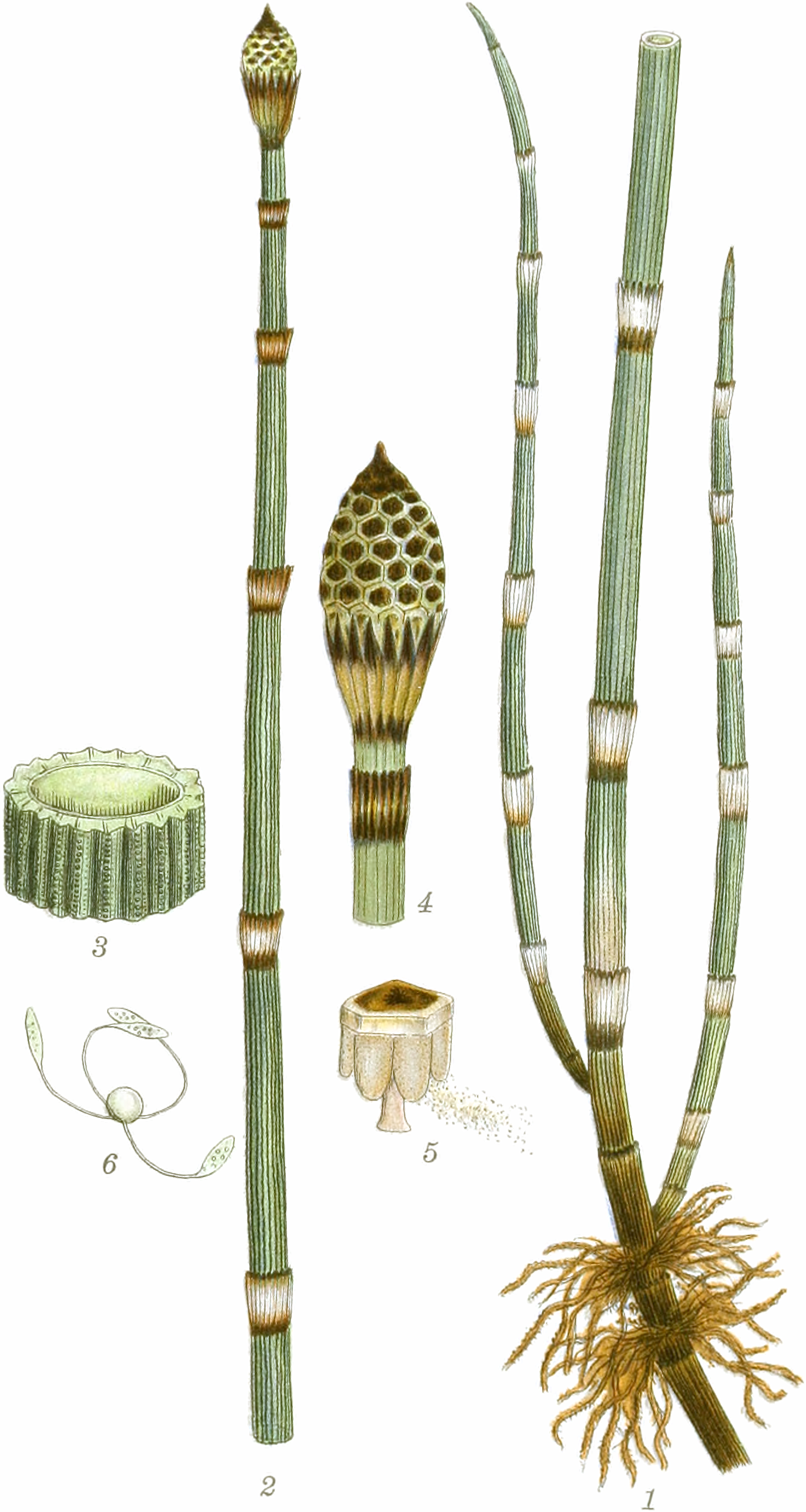
Illustration aus A. Mentz, C. H. Ostenfeld: Billeder af nordens flora, Band 2, 1917, Tafel 513 des Winter-Schachtelhalm (Equisetum hyemale)

Schachtelhalm-Arten sind ausdauernde krautige Pflanzen. Sie breiten sich vegetativ mit ihren Rhizomen aus. Die Arten der Gattung Schachtelhalme (Equisetum) überschreiten, mit Ausnahme zweier tropischer Arten, selten Wuchshöhen von 2 Metern.
Sie sind leicht an ihren Sprossen zu erkennen. Jeder Spross ist aus einer Reihe von Knoten (Nodi) mit dazwischenliegenden Internodien aufgebaut. An jedem Knoten entspringen unscheinbare Blätter (Mikrophylle), und bei manchen Arten auch Seitensprosse. Sowohl die Blätter als auch die Verzweigungen sind wirtelig angeordnet.
Als Hygrophyten besitzen die meisten Arten an den Spitzen der Mikrophylle Hydathoden, die der verstärkten Wasserabgabe dienen.

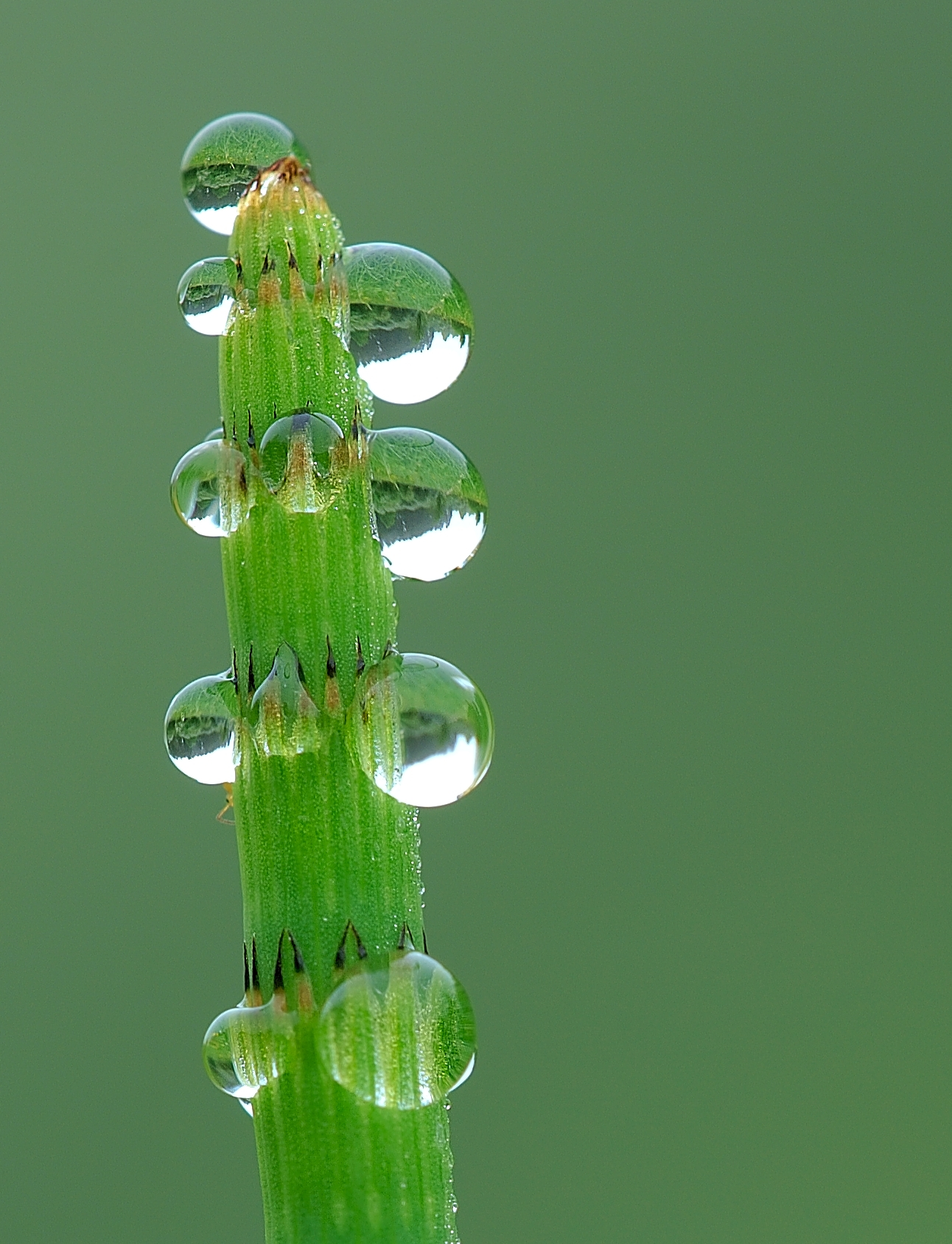
Guttation an den Hydathoden der Mikrophylle vom Teich-Schachtelhalm (Equisetum fluviatile)

Der Name Schachtelhalm leitet sich vom Wort Schaft ab, was sich durch das Aussehen der Stängelglieder, wie ein Schaft in einer Tülle, erklären lässt. Aus heutiger Sicht könnte man fälschlicherweise annehmen, dass sich die Bezeichnung vom Wort Schachtel herleitet. Die Glieder der Sprossachse kann man aus der von den Blättern gebildeten Scheide herausziehen und wieder zurückstecken. Rhizome werden bis zu 6 Meter lang. Die Vermehrung ist durch Ausläufer und durch einzelne, zerhackte Sprossstücke möglich.
Die Sporenbehälter (Sporangien) befinden sich zu fünft bis zehnt an der Unterseite der Sporangienträger („Sporophylle“), die wie einbeinige Tischchen aussehen. Diese sind schraubig in zapfenförmigen Sporophyllständen an der Sprossspitze angeordnet. Die Sporen sind stets gleich gestaltet, unabhängig vom Geschlecht (Isosporie). Die fossilen Calamiten waren zum Teil heterospor, sodass man davon ausgeht, dass die Heterosporie verloren ging. Sie besitzen an der Außenschicht (Exospor) zwei Bänder (Hapteren) mit spatelförmigen Enden, die im feuchten Zustand schraubig um die Spore gewickelt sind. Trocknen die Sporen aus, so entfalten sich diese Bänder und bewirken somit eine Verkettung untereinander. Manche Arten tragen die Sporophyllstände an den grünen Sprossen, andere haben spezielle (nicht grüne) Sprosse ausschließlich für die Vermehrung.

## Systematik

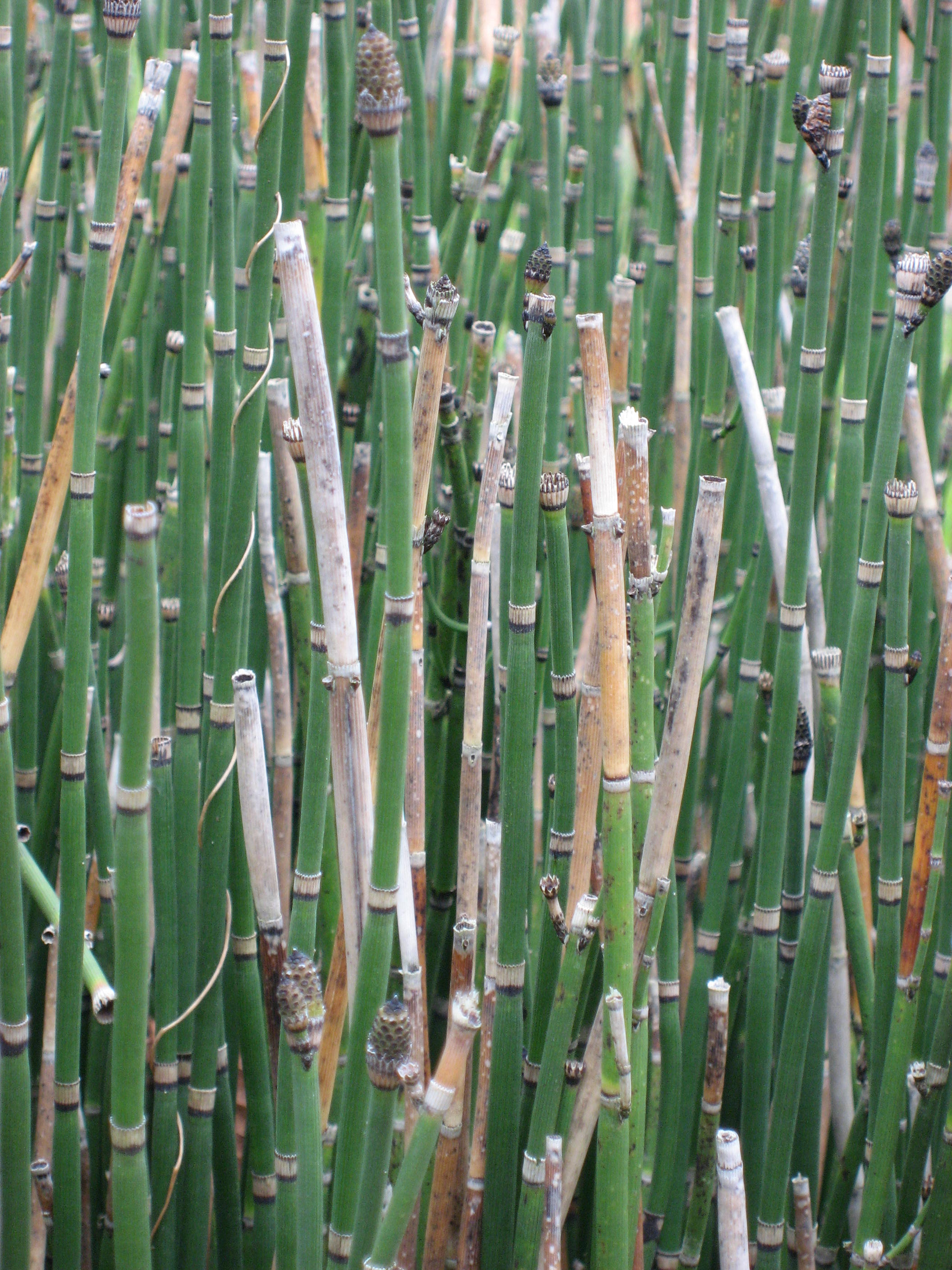
Untergattung Hippochaete: Winter-Schachtelhalm (Equisetum hyemale)

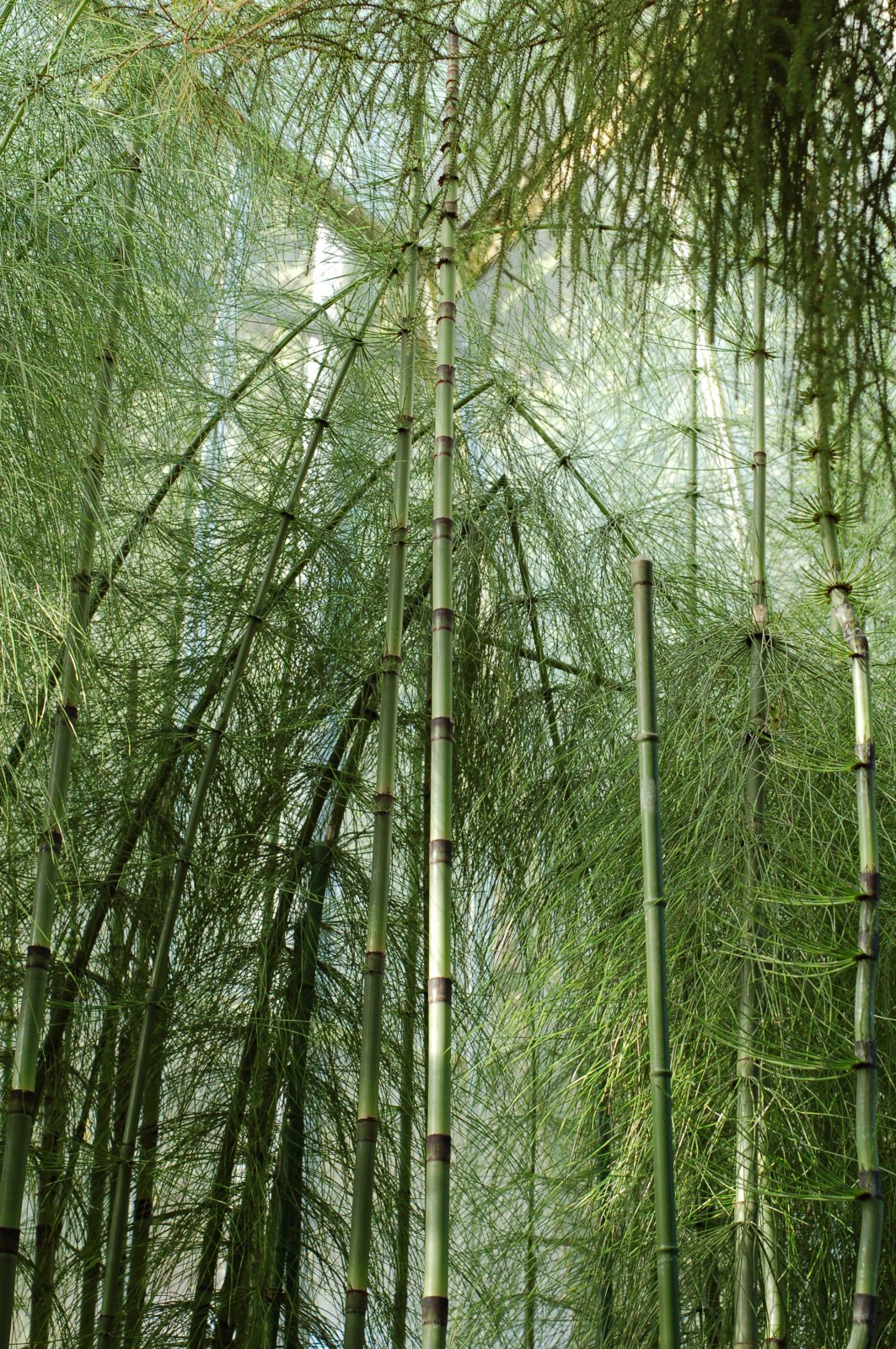
Untergattung Hippochaete: Equisetum myriochaetum

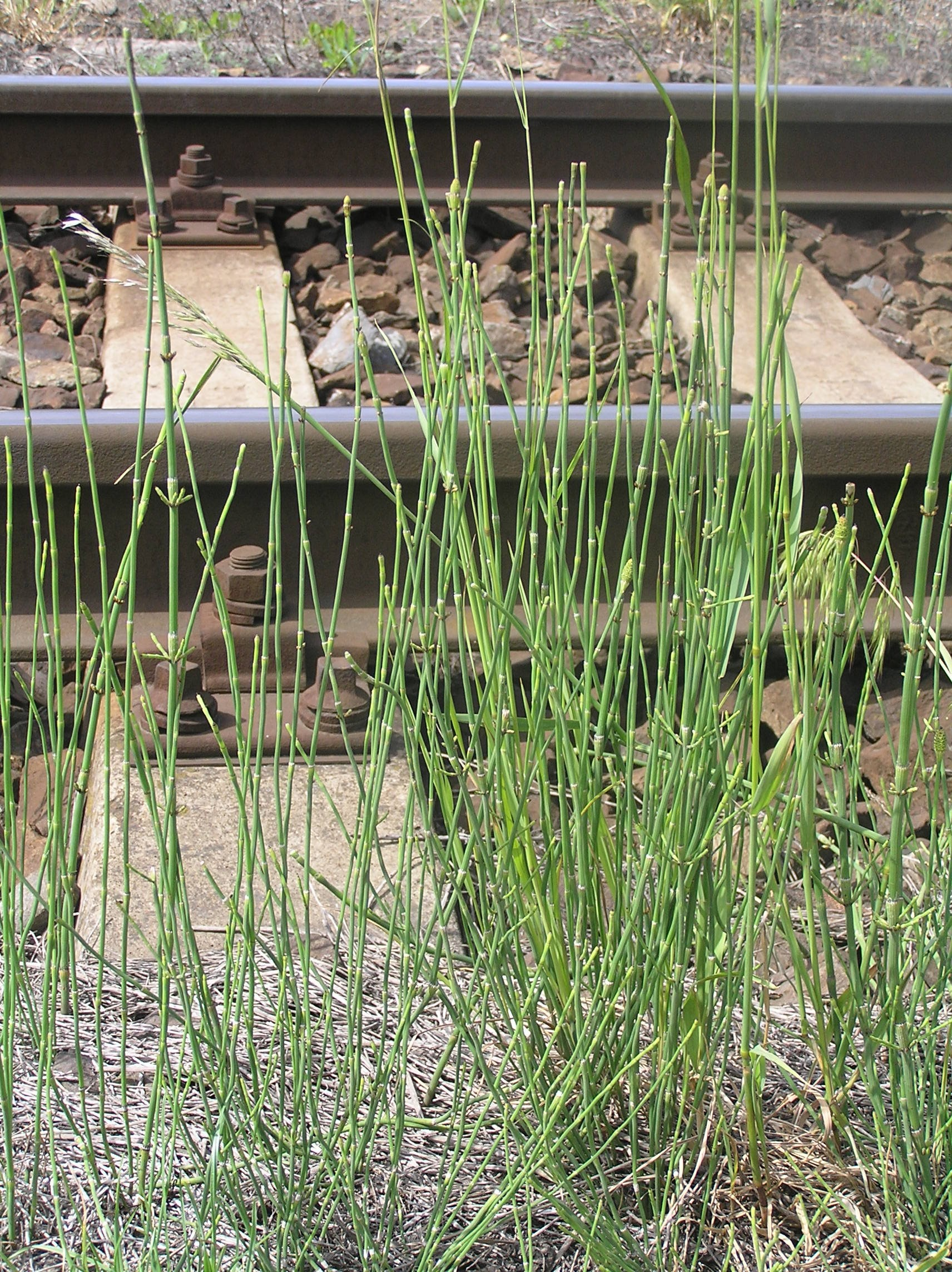
Untergattung Hippochaete: Ästiger Schachtelhalm (Equisetum ramosissimum)

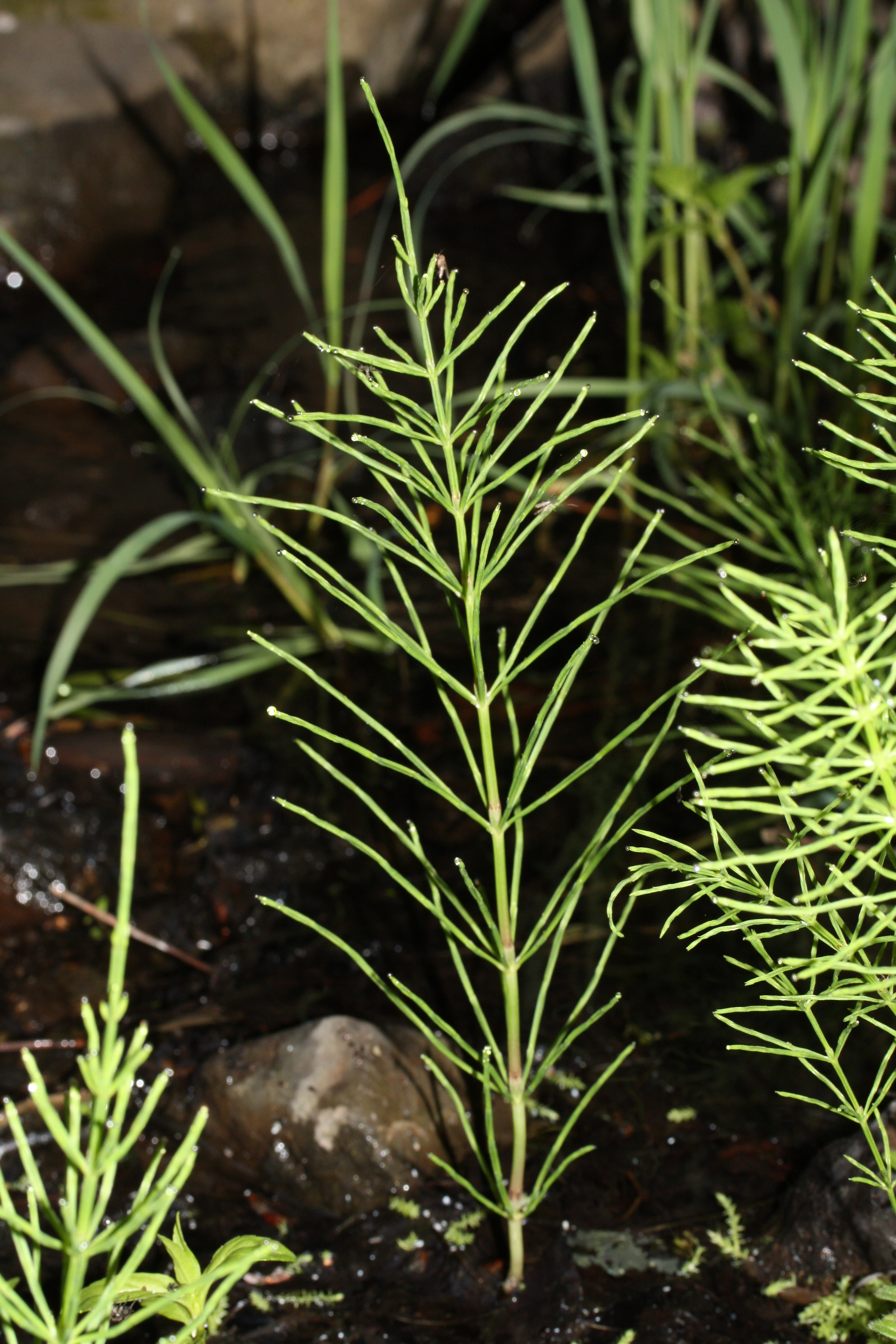
Untergattung Equisetum: Acker-Schachtelhalm (Equisetum arvense)

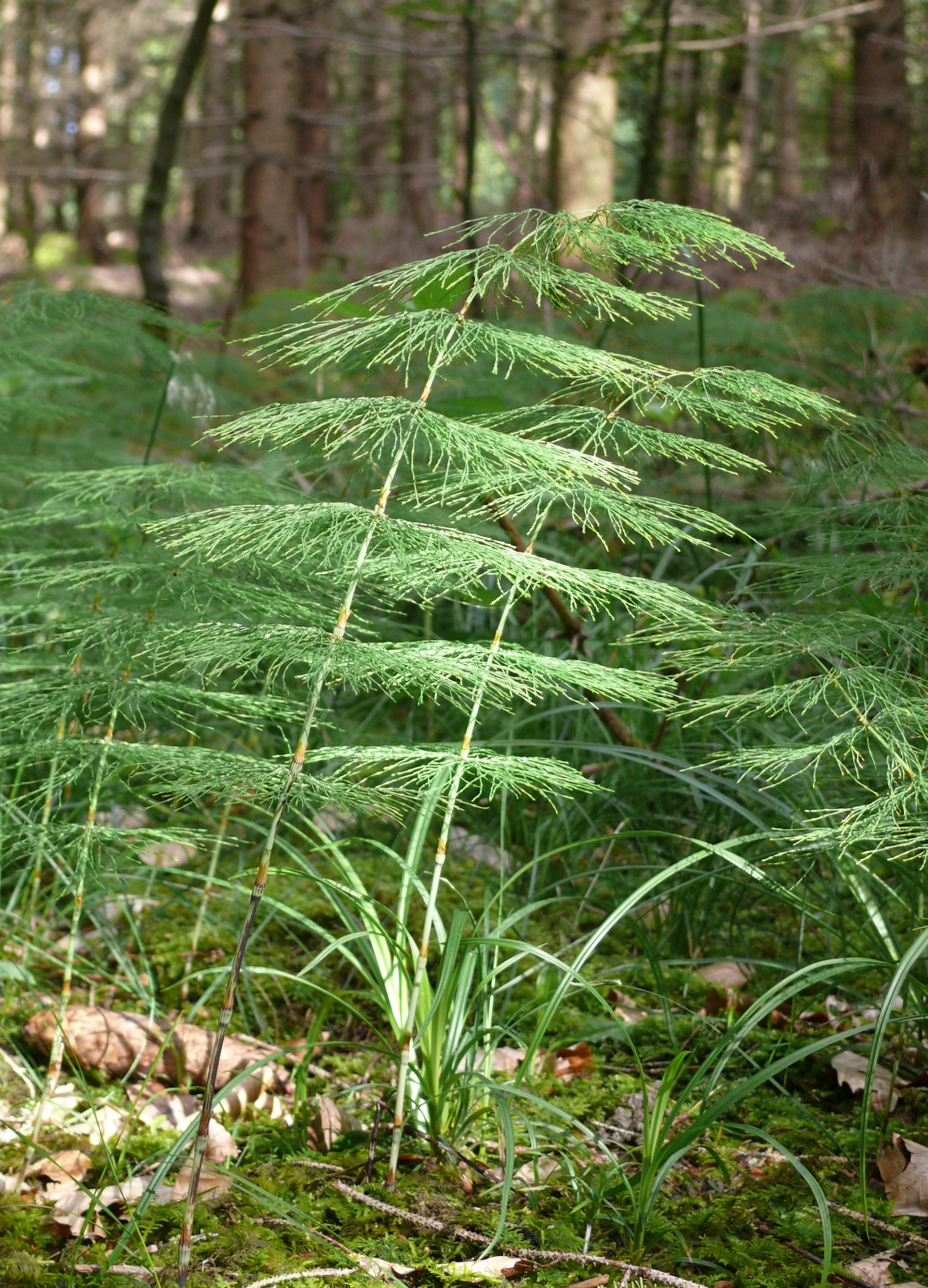
Untergattung Equisetum: Wald-Schachtelhalm (Equisetum sylvaticum)

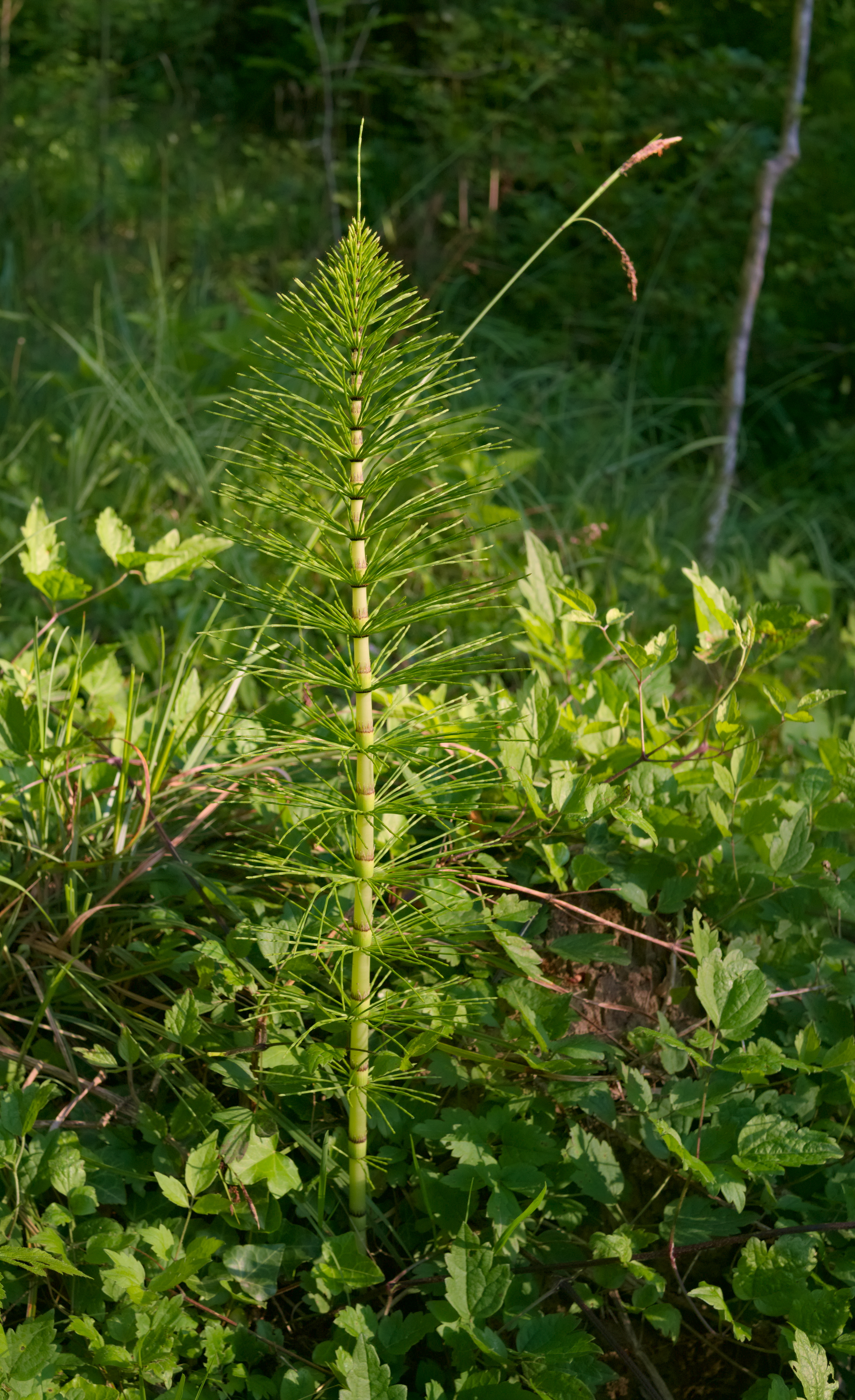
Untergattung Equisetum: Riesen-Schachtelhalm (Equisetum telmateia)

Da unterschiedliche Arten der Gattung Equisetum fruchtbare Hybride bilden, ist die genaue Anzahl der Arten umstritten.
Man geht im 21. Jahrhundert von insgesamt 15 bis 20 Arten aus. Die Gattung Equisetum wird in zwei Untergattungen gegliedert:
- Untergattung Hippochaete (Milde) Baker:
  - Equisetum debile Roxb. ex Vaucher (wird von manchen Autoren auch als Unterart Equisetum ramosissimum subsp. debile (Roxb. ex Vaucher) Hauke zu Equisetum ramosissimum gestellt). Sie kommt in Indien, Sri Lanka, Indonesien, auf den Philippinen, in Hongkong und Taiwan vor.[4]
  - Equisetum giganteum L.: Sie ist im tropischen Süd- und Mittelamerika verbreitet.[4]
  - Winter-Schachtelhalm (Equisetum hyemale L.): Er ist in Eurasien und von Nord- bis Zentralamerika weitverbreitet. Man kann zwei Unterarten unterscheiden.[4]
  - Equisetum laevigatum A.Braun: Sie ist von Nordamerika bis Mexiko verbreitet.[4]
  - Equisetum myriochaetum Schltdl. & Cham.: Sie kommt von Mexiko bis Venezuela und Peru vor.[5]
  - Ästiger Schachtelhalm (Equisetum ramosissimum Desf.): Er ist in der Alten und Neuen Welt weitverbreitet.
  - Binsenförmiger Schachtelhalm oder Zwerg-Schachtelhalm (Equisetum scirpoides Michx.): Er ist auf der Nordhalbkugel weitverbreitet.
  - Bunter Schachtelhalm (Equisetum variegatum Schleich. ex F.Weber & D.Mohr): Er ist auf der Nordhalbkugel weitverbreitet.[4]

- Untergattung Equisetum:
  - Acker-Schachtelhalm (Equisetum arvense L.): Er ist auf der Nordhalbkugel weitverbreitet.[4]
  - Equisetum bogotense Kunth: Sie ist in Costa Rica, Panama und in Südamerika verbreitet.[5]
  - Equisetum diffusum D.Don: Sie ist in Südostasien verbreitet.
  - Teich-Schachtelhalm (Equisetum fluviatile L., Syn.: Equisetum limosum L.): Er ist auf der Nordhalbkugel weitverbreitet, kommt aber auch in Queensland vor.[4]
  - Sumpf-Schachtelhalm, Duwock (Equisetum palustre L.): Er ist auf der Nordhalbkugel weitverbreitet.
  - Wiesen-Schachtelhalm (Equisetum pratense Ehrh.): Er ist auf der Nordhalbkugel weitverbreitet.
  - Wald-Schachtelhalm (Equisetum sylvaticum L.): Er ist auf der Nordhalbkugel weitverbreitet.
  - Riesen-Schachtelhalm (Equisetum telmateia Ehrh., Syn.: Equisetum maximum auct.): Er ist von Europa über Nordafrika bis Westasien und außerdem in Nordamerika (in der Unterart subsp. braunii) verbreitet.[4]

- Natur-Hybriden:
  - Elsässer Schachtelhalm (Equisetum ×alsaticum (H.P.Fuchs & Geissert) G.Philippi) = Equisetum hyemale × Equisetum variegatum × Equisetum hyemale.[6]
  - Aufsteigender Schachtelhalm (Equisetum ×ascendens Lubienski & Bennert) = Equisetum hyemale × Equisetum ramosissimum × Equisetum hyemale.[6][7]
  - Dyces Schachtelhalm (Equisetum ×dycei C.N.Page) = Equisetum fluviatile × Equisetum palustre, Heimat: Großbritannien, Deutschland.
  - Equisetum ×ferrissii Clute = Equisetum hyemale × Equisetum laevigatum, Heimat: Nordamerika.[4]
  - Font Quers Schachtelhalm (Equisetum ×font-queri Rothm.) = Equisetum palustre × Equisetum telmateia.[6]
  - Geisserts Schachtelhalm (Equisetum ×geissertii Lubienski & Bennert) = Equisetum hyemale × Equisetum ramosissimum × Equisetum variegatum.[6]
  - Ufer-Schachtelhalm (Equisetum ×litorale Kühlew. ex Rupr.) = Equisetum arvense × Equisetum fluviatile, Heimat: Europa, Asien, Nordamerika.
  - Südlicher Schachtelhalm (Equisetum ×meridionale (Milde) Chiov.) = Equisetum ramosissimum × Equisetum variegatum, Heimat: Schweiz, Norditalien, Tschechien, Slowakei.
  - Mildes Schachtelhalm (Equisetum ×mildeanum Rothm.) = Equisetum pratense × Equisetum sylvaticum.[6]
  - Moores Schachtelhalm (Equisetum ×moorei Newman) = Equisetum hyemale × Equisetum ramosissimum
  - Rauer Schachtelhalm (Equisetum ×trachyodon (A.Braun) W.D.J.Koch)  = Equisetum hyemale × Equisetum variegatum.

## Paläobotanik
Die rezenten Schachtelhalme sind die letzten Überlebenden einer ehemals artenreichen Gruppe innerhalb der Gefäßsporenpflanzen (Pteridophyta), der Equisetopsida. Zu diesem Taxon gehört auch die Familie der Calamitaceae zu der die fossilen Vertreter der Kalamiten (Calamites) und der Gattung Arthropitys gezählt werden, die durch Fossilien aus dem Perm und Karbon bekannt sind. Sie waren verholzt, erreichten Wuchshöhen von bis zu 30 Metern und 1 Meter Stammdurchmesser und bildeten einen wichtigen Bestandteil der Steinkohlenwälder. Die ersten Schachtelhalme traten im oberen Devon vor etwa 375 Mio. Jahren auf (Pseudobornia bronni). Die Schachtelhalme können deshalb als „lebende Fossilien“ bezeichnet werden.

## Nutzung
Arzneilich werden nur die unfruchtbaren Sommerwedel des Acker-Schachtelhalms (Equisetum arvense) als harntreibendes Mittel verwendet sowie bei Rheuma, Entzündungen, Nierenleiden, Harngrieß, früher auch bei Tuberkulose eingesetzt. Nach Kneipp hat Schachtelhalm sehr zusammenziehende Kräfte; sie reinigen Blut, Magen, Nieren und Blase, sind aber auch äußerlich reinigend und zusammenziehend bei Ausschlag und Wunden. Die Gattung Schachtelhalm, insbesondere die Art Acker-Schachtelhalm, wurde lateinisch früher als Cauda equina („Pferdeschwanz“) bezeichnet.
Eine Eigenart der Schachtelhalme ist die Einlagerung von Silicaten (als Ligninersatz) in die Zellwand. Die Pflanze enthält bis zu 7 % Kieselsäure. Diese Einlagerungen machen Schachtelhalme zu einem sanften Scheuermittel (Zinnkraut).

## Taumelkrankheit bei Tieren
Als Taumelkrankheit bezeichnete man eine Schachtelhalmvergiftung bei Tieren. Bei Pferden nennt man diese Taumelkrankheit auch Equisitose. Diese Taumelkrankheit bei Tieren darf nicht mit der Drehkrankheit der Wiederkäuer (Drehwurmkrankheit, Coenurosis; verursacht durch den Quesenbandwurm, Multiceps multiceps) verwechselt werden.